# Rex Stewart
Rex Stewart (Philadelphia, 1907. február 22. – Los Angeles, 1967. szeptember 7.), amerikai dzsesszzenész, Duke Ellington zenekarának harsonása volt.

## Pályafutása
Stewart Philadelphiában és Washingtonban nőtt fel és 1921-ben kezdett játszani New York-i együttesekben. Első zenekarai között a legfontosabban a Fletcher Henderson zenekara (1926-33) és McKinney’s Cotton Pickers (1931–32) volt. A legjelentősebb munkahelye Duke Ellington zenekarában volt (1934-45), ahol például olyan felvételeken szerepelt, mint az „Across the Track Blues” és a „Boy Meets Horn”.
Stewart 1947–51-ben turnézott Európában és Ausztráliában, majd az 1950-es években szabadúszó volt New York államban. 1960 után Kalifornia déli részén élt, ahol lemezlovas volt; zenélt és zenei cikkeket írt.
Egyedülállóan játszott a kornetetten nagyzenekarokban és kisegyüttesekben egyaránt. legnagyobb hatással rá Louis Armstrong és Bix Beiderbecke volt. Ellington zenekarában sajátos dallamaival, furcsa, titokzatos hangjaival, humoros vagy szomorkás kürtjátékával volt feltűnő.
Más Ellington-követők közül a legemlékezetesebb az 1939-es párizsi kvartettje volt Django Reinhardttal.

## Albumok
- Big Jazz és Jack Teagarden (1953)
- Rex Stewart Plays Duke Ellington és Illinois Jacquet (1955)
- The Big Challenge és Cootie Williams (1957)
- Porgy & Bess és Cootie Williams  (1959)
- Chatter Jazz és Dickie Wells (1959)
- Henderson Homecoming (1959)
- Rendezvous és Rex (1959)
- The Happy Jazz of Rex Stewart (1960)
- Rex Stewart and the Ellingtonians (1960)
- The Rex Stewart Memorial Album (1969)
- The Irrepressible Rex Stewart és John Dengler (1980)
- Rex Stewart és the Alex Welsh Band (2004)